# Stuchd an Lochain

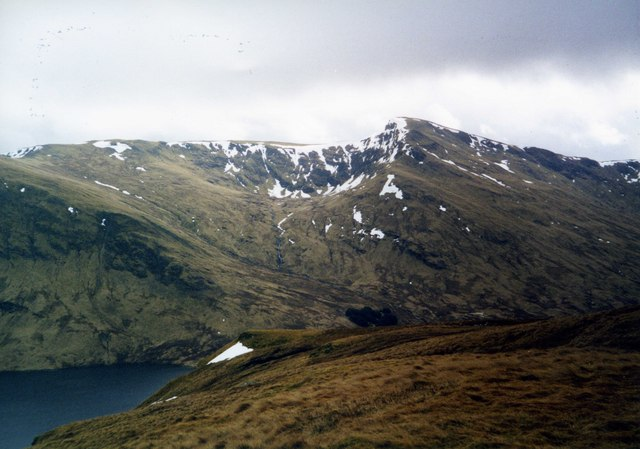
Der Stuchd an Lochain von Norden, vom Gipfel des Meall Buidhe gesehen

Der Stuchd an Lochain (in gälischer Sprache Stùc an Lochain) ist ein 960 Meter hoher Berg in Schottland. Sein Name bedeutet ungefähr Berg am kleinen See. Der als Munro eingestufte Berg liegt in Perthshire in einer Bergkette, die den oberen Teil des Glen Lyon von einem kleinen Seitental abtrennt, in dem der Stausee Loch an Daimh liegt. 

## Beschreibung
Unter den Bergen in dieser Berggruppe fällt der Stuchd an Lochain durch seine felsige Nordseite auf, die ihn von den benachbarten, weitgehend aus Grashängen gebildeten Bergen abhebt. In dem durch die Nordseite gebildeten halbkreisförmigen Kar liegt der nahezu kreisrunde See Lochan nan Cat. Nach Westen schließt sich ein Grat an, der den Gipfel mit dem benachbarten, 815 Meter hohen Vorgipfel Meall an Odhar verbindet. Östlich schließt sich ebenfalls ein vom Gipfel auslaufender Grat an, an dessen Ende der als Top des Stuchd an Lochain eingestufte, 927 Meter hohe Sròn Chona Choirein liegt. Nach Süden fällt der Berg mit sanfteren, mit Gras und Heidekraut bewachsenen Hängen ins Glen Lyon ab.

## Aufstieg
Bestiegen werden kann der Stuchd an Lochain auf mehreren Routen. Von Norden aus führt der bei Munro-Baggern beliebteste Zustieg vom Fuß des Staudamms von Loch an Daimh zum Gipfel. Ein weiterer Zustieg beginnt südlich des Berges im Glen Lyon bei der kleinen Ansiedlung Pubil unterhalb der Staumauer von Loch Lyon.